# Joachim von Zedtwitz
Joachim Ulrich Max August Graf von Zedtwitz (* 11. Juni 1910 in Wien, Österreich-Ungarn; † 10. Oktober 2001 in Götighofen) war ein Gerechter unter den Völkern. Als Arzt verhalf er in der Zeit des Nationalsozialismus Menschen zur Flucht.

## Leben
Von Zedtwitz stammte aus der Familie von Zedtwitz. Nach dem Anschluss Österreichs begab er sich nach Prag. Dort lernte er Milena Jesenská kennen, die nach der „Zerschlagung der Rest-Tschechei“ von ihrer Wohnung in der Kouřimská 6 aus bedrohten und verfolgten Juden zur Flucht verhalf. Zedtwitz brachte in seinem Wagen wiederholt Juden über Mährisch-Ostrau an die Grenze nach Polen, von wo aus sie durch örtliche Schleuser in vorläufige Sicherheit gebracht wurden. Zu den Geretteten gehörten Rudolf Keller (Chefredakteur des Prager Tagblatts), Julius Hollos (Redakteur des Prager Mittags), Walter Tschuppik (Schriftsteller und Besitzer des Prager Montags), Elfriede Menne (Gattin eines Schriftstellers, der ein Buch gegen Krupp geschrieben hat), ein Dr. Behrend aus Danzig, die Brüder Rabl, die Nichte des Bankiers Petschek mit kleinem Kind, Rudolf Steiner, Markievicz, W. Spencer-Kraus, Maria Krtilova, Evzen Klinger (Schriftsteller), Bonka Krieger, Franzi Rippl (Gattin eines tschechischen Buchverlegers) und Fritz Beer (später Präsident des PEN-Zentrums deutschsprachiger Autoren im Ausland).
Nachdem diese Fluchthilfe-Möglichkeit bereits verschlossen war, wurde Zedtwitz im März 1940 von der Gestapo verhaftet und über seine Beziehungen zu Jesenská verhört. Da die Geheime Staatspolizei seine eigene Beteiligung an den Rettungsaktionen nicht kannte, wurde er im August 1941 freigelassen, auch weil er erfolgreich eine Erkrankung simulierte. Er verbrachte darauf eine Zeitlang in psychiatrischen Einrichtungen. Später arbeitete er an verschiedenen Orten in Deutschland als Internist. In Berlin hatte er vorübergehend wieder Kontakt zu einer Widerstandsgruppe.
Von Zedtwitz hatte nach dem Anschluss Österreichs seine deutsche Staatsbürgerschaft aufgegeben und sie später nicht wiederverlangt. Nach der Machtübernahme der Kommunisten verließ er 1948 die Tschechoslowakei und ging als Staatenloser in die Schweiz. In den 1980er Jahren wurde er in der Schweiz eingebürgert.

## Werke
- Joachim Graf Zedtwitz: An der Schwelle des dritten Jahrtausends. Und die Aufgabe Deutschlands Goetighofen: Neuschloss, ca. 1985.
- Joachim Graf Zedtwitz: Der Grimassenschneider von Zürich und andere Erzählungen. Frankfurt am Main: Haag und Herchen 1991
- Joachim Graf Zedtwitz: Ordenskreuz und Davidstern. Das Europa von Morgen. Goetighofen, 1995.